# Boeing CH-47 Chinook
Boeing CH-47 Chinook er en alsidig, to-motors tung transporthelikopter, der blev introduceret i 1962, og stadig er i brug i en række lande. De modsatroterende rotorer fjerner behovet for en halerotor, så al motorkraft bruges til opdrift og fremdrift. Helikopterens topfart er 315 km/t, hvilket var hurtigere end andre transporthelikoptere og endda kamphelikoptere da CH-47 blev introduceret i 1960'erne. CH-47's primære roller er troppetransport, transport af artilleripjecer og forsyningsoperationer. Helikopteren har en bred lasterampe og tre eksterne løftekroge.
CH-47 Chinook er solgt til 16 lande. De største brugere er USA's hær og Storbritanniens luftvåben.
- Wikimedia Commons har flere filer relateret til Boeing CH-47 Chinook

| Luftfart | Spire Denne artikel om flyvning er en spire som bør udbygges. Du er velkommen til at hjælpe Wikipedia ved at udvide den. |